# Djichami
 (juillet 2018).
Djichami est une localité du Cameroun, située dans l'arrondissement de Belo, le département du Boyo dans la région du Nord-Ouest.

## Démographie
Lors du recensement de 2005, il a été dénombré 1 574 habitants à Djichami. Il est l'un des villages de la commune de Belo créé par décret no 93/321 du 25 novembre 1993. Cette commune est composée de 28 villages (y compris Djichami).

## Végétation
Les hauts plateaux du Nord-Ouest de manière générale ont une altitude moyenne supérieure à 1 100 m. Le village de Djichami est riche en terres volcaniques favorables à l'agriculture (café, maraîchers, etc.). Sa végétation est moins dense et son climat frais est favorable à l'éclosion de toutes sortes d'activités. 

## Climat
En dehors de la saison pluvieuse (ordinairement de juillet à octobre), le village Djichami offre, tout le reste de l'année, un climat propice au voyage. C'est un climat doux et frais, avec des températures qui oscillent autour de 22 °C.

## Quelques problèmes et besoins identifiés
Les principaux problèmes et besoins du village Djichami sont :
- En éducation de base : manque d'école maternelle publique.
- Dans l'enseignement secondaire : manque de salles de classe, absence d'école secondaire gouvernementale et manque d'ordinateurs.
- En santé publique : personnel qualifié insuffisant.
- Dans les travaux publics : routes inadéquates pour les colonies Mbororo.
- Dans l'agriculture : manque de poste agricole.
- Dans l'autonomisation des femmes et la famille : les femmes mbororo ont une grande distance sociale avec leurs maris et la société dans son ensemble.
- Dans la foresterie et la faune : mauvaise implantation de la couverture du réseau d'eau et d'électricité.
- Dans le tourisme : les sites touristiques non développés.
- Dans la culture : salle communautaire incomplète.
- Dans l'administration territoriale, la décentralisation et la loi et l'ordre : persistance des conflits agriculteurs / éleveurs ; fermeture des routes de la ferme au marché ; persistance des conflits fermiers / fermiers